# Gaspar Lefebvre

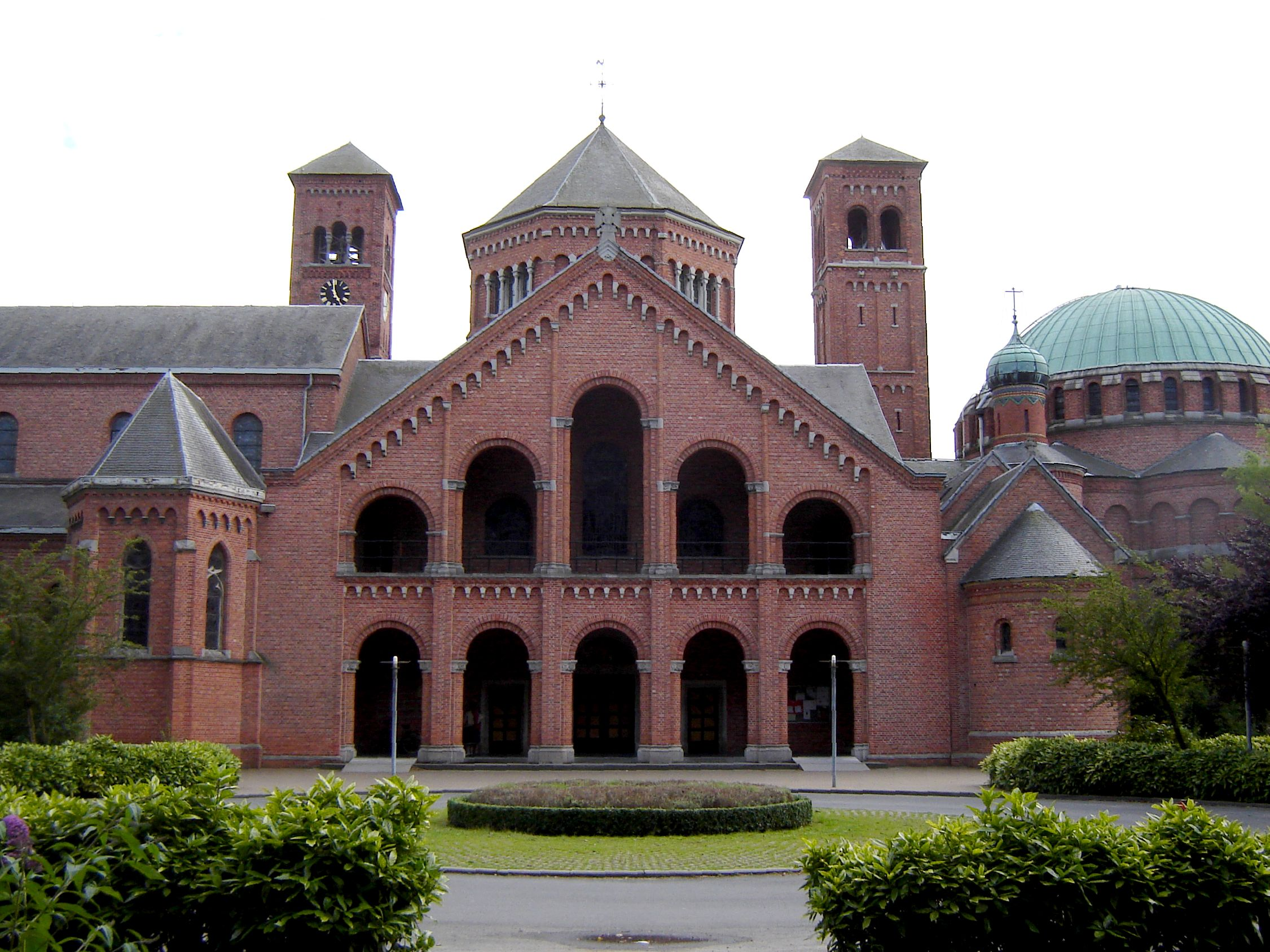
L'abbazia di Sant'Andrea a Bruges, della quale Gaspar Lefebvre fu priore

Dom Gaspar Lefebvre (Lilla, 17 giugno 1880 – Bruges, 16 aprile 1966) è stato un liturgista benedettino, protagonista del movimento liturgico del XX secolo.

## Biografia
Nato nel 1880, entrò nella Congregazione dell'Annunziata e compì gli studi di teologia.
Nel 1906 seguì con la madre il suo maestro dom Gérard van Caloen in Brasile, impegnandosi a restaurare nel paese l'ordine benedettino. Tornò in seguito in Belgio prima all'abbazia di Maredsous e poi all'abbazia di Sant'Andrea a Bruges, della quale fu priore.

## Opera principale
Fu autore di uno dei messali per fedeli più diffuso .
Il suo Missel vespéral romain è uno dei libri più importanti per la vita della Chiesa cattolica nella prima metà del XX secolo ed ebbe un successo immediato e duraturo, 100 000 copie furono stampate tra il 1920 e il 1923, ma in totale il libro ebbe 80 edizioni e fu tradotto in numerose lingue straniere (in inglese nel 1924, in spagnolo nel 1930, in polacco nel 1931, in italiano nel 1936, in portoghese nel 1939).